# Santana de Pirapama
Santana de Pirapama är en kommun i Brasilien.   Den ligger i delstaten Minas Gerais, i den sydöstra delen av landet, 500 km sydost om huvudstaden Brasília. Antalet invånare är 8 004.
Omgivningarna runt Santana de Pirapama är huvudsakligen savann. Runt Santana de Pirapama är det glesbefolkat, med 8 invånare per kvadratkilometer.